# 豫北敘事曲
豫北敘事曲由劉文金創作於1958年，由王國潼首演於1963第4屆上海之春首屆全國二胡獨奏比賽。
劉文金以西方作曲手法，處理河南地方音樂包活「河南墜子」和吹打音樂為主的音樂素材。採用當時中國作曲家較少採用的「二胡與鋼琴」為表達形式。